# Memecylon planifolium
Memecylon planifolium är en tvåhjärtbladig växtart som beskrevs av Jacq.-fel.. Memecylon planifolium ingår i släktet Memecylon och familjen Melastomataceae. Inga underarter finns listade i Catalogue of Life.